# Bełz (gmina)
Bełz (od 1951 Chłopiatyn) – dawna gmina wiejska istniejąca w latach 1934–1951 w woj. lwowskim/lubelskim. Siedzibą gminy był Bełz (do 1939 odrębna gmina miejska, podczas wojny część gminy Bełz, w 1945 nie zaliczony do miast przez adm. polską), obecnie miasto na Ukrainie; (Белз).
Gmina zbiorowa Bełz została utworzona 1 sierpnia 1934 roku w powiecie sokalskim w woj. lwowskim z dotychczasowych jednostkowych gmin (wsi): Bezejów (U51n), Budynin (P), Cebłów (U51), Chłopiatyn (P), Góra (U45n), Kuliczków (U45), Machnówek (P), Myców (P), Oserdów (P), Piwowszczyzna (U51n), Prusinów (U45), Przemysłów (U51), Siebieczów (U51), Tuszków (U51), Waniów (U45), Wierzbiąż (U51), Witków (U51n), Worochta (U51n), Wyżłów (P) i Żużel (U51).
Podczas wojny włączona przez władze hitlerowskie do Landkreis Hrubieszów w dystrykcie lubelskim (GG). Ponieważ granica między GG a Związkiem Radzieckim (a od 1940 między dystryktami lubelskim a galicyjskim w obrębie GG) przebiegała na rzece Sołokii, gromady położone na południe od rzeki – Góra, Kuliczków, Prusinów i Waniów – przyłączono do gminy Parchacz w (od 1940) powiecie kamioneckim; ponadto, do gminy Bełz włączono pozbawiony praw miejskich Bełz, a także lewobrzeżną, mniejszą część gromady Głuchów z gminy Krystynopol w Landkreis Hrubieszów. Tak więc w 1943 roku gmina Bełz składała się z 19 gromad: Bełz (U51), Bezejów, Budynin, Cebłów, Chłopiatyn, Głuchów (U51), Machnówek, Myców, Oserdów, Piwowszczyzna, Przemysłów, Siebieczów, Tuszków, Wierzbiąż, Witków, Worochta, Wyżłów i Żużel. W 1944 roku o połowę mniejsza niż w 1939 roku gmina została utrzymana przez administrację polską w reaktywowanym powiecie hrubieszowskim (woj. lubelskie).
Gmina została zniesiona 26 listopada 1951 roku w związku z przeniesieniem siedziby z Bełza do Chłopiatyna i zmianą nazwy jednostki na gmina Chłopiatyn. Przyczyną tego manewru było odstąpienie Związkowi Radzieckiemu większej części terytorium gminy Bełz (południowo-wschodni obszar z  siedzibą Bełzem, Bezejowem, Cebłowem, Piwowszczyzną, Przemysłowem, Siebieczowem, Tuszkowem, Wierzbiążem, Witkowem, Worochtą i Żużlem) w ramach umowy o zamianie granic z 1951 roku. W Polsce pozostały gromady: Chłopiatyn (w całości), Budynin (w całości), Oserdów (oprócz południowgo skrawka), Machnówek (oprócz południowej części), Myców (bez południowo-wschodniej części), Wyżłów (mniejsza zachodnia część, choć ze wsią) oraz północne skawki Worochty i Tuszkowa. W lipcu 1952 roku nowa gmina Chłopiatyn składała się z 6 gromad.